# 林葆骆
林葆骆（1901年1985年—），男，福建闽县人，中国医学家，曾任中国药典编纂委员会委员，第三、四、五、六届全国政协委员。